# Oriopsis kocki
Oriopsis kocki är en ringmaskart som beskrevs av Hartmann-Schröder och Rosenfeldt 1989. Oriopsis kocki ingår i släktet Oriopsis och familjen Sabellidae. Inga underarter finns listade i Catalogue of Life.